# The Band

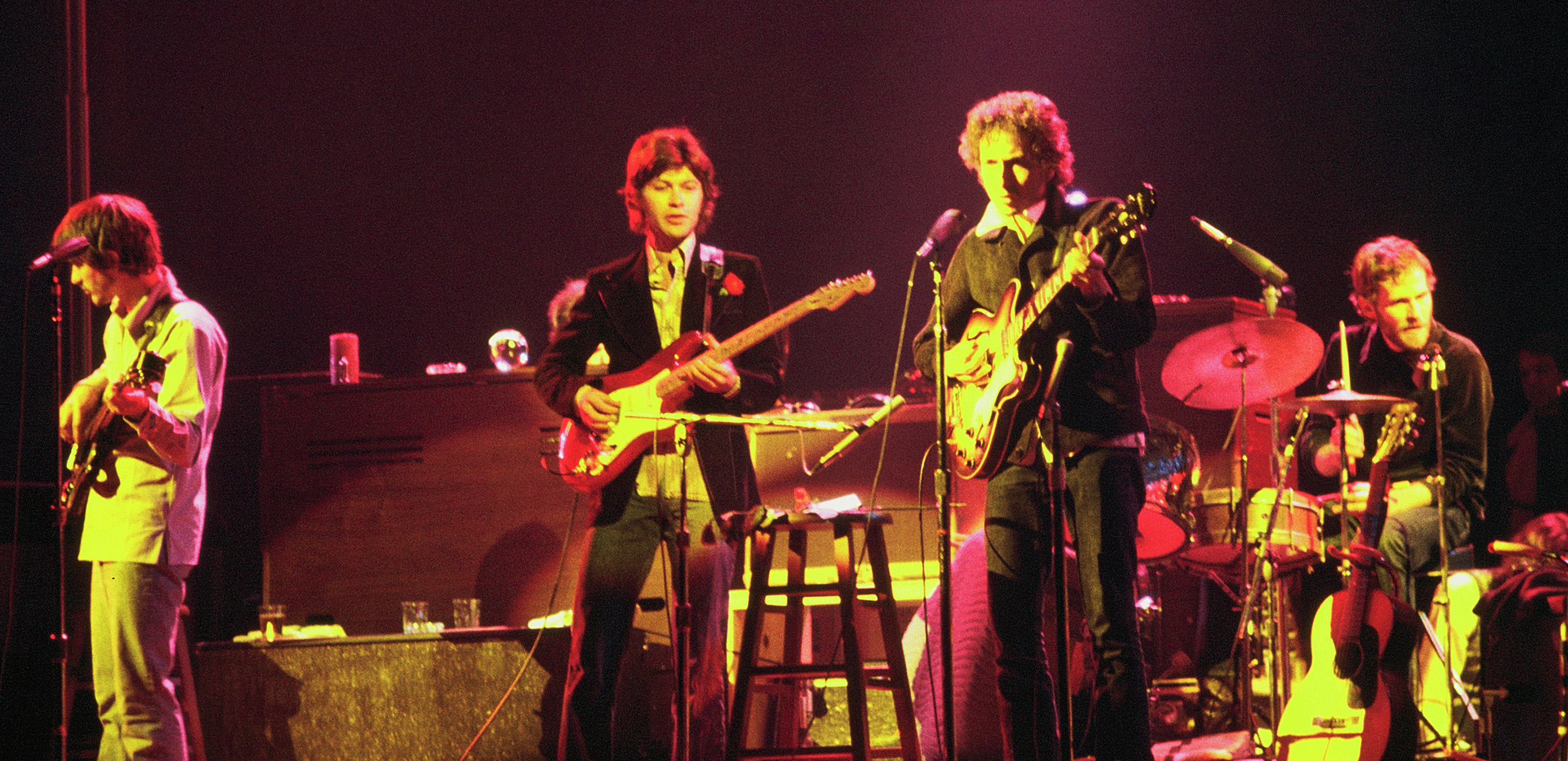
Bob Dylan and the Band 1974: Danko, Robertson, Dylan, Helm

The Band (с англ. — «Бэнд» — «банда (группа)») — канадско-американская фолк-рок-группа, которая — несмотря на ограниченную популярность у широкой публики — пользовалась огромным уважением музыкальных журналистов и коллег-музыкантов. По результатам масштабного опроса музыкантов и критиков журнал Rolling Stone включил их в число пятидесяти величайших артистов эпохи рок-н-ролла. В 1989 были включены в «Зал славы канадской музыки», а в 1994 году в Зал славы рок-н-ролла. В 2008 году группа стала лауреатом премии «Грэмми» за жизненные достижения.
Известные песни: «The Weight», «The Night They Drove Old Dixie Down», «Up On Cripple Creek».

## История
В 1959—1963 годах члены группы аккомпанировали исполнителю рокабилли Ронни Хокинсу под названием The Hawks («ястребы»). Впоследствии выпустили несколько пластинок под названиями Levon and the Hawks и The Canadian Squires.
В 1965 году по приглашению Боба Дилана сопровождали его в первом мировом туре, который стал одним из легендарных событий в истории рок-музыки.
После отхода Дилана от концертной деятельности записали вместе с ним музыкальную сессию, которая долгое время циркулировала в качестве бутлега (первого в истории), а в 1975 году была наконец выпущена альбомом под названием «The Basement Tapes» («Подпольные записи»).
В 1968 году участники группы записали первый самостоятельный альбом — «Music from Big Pink». В музыкальном отношении этот диск был продолжением «The Basement Tapes»; обложку для него нарисовал сам Дилан. Он был удостоен восторженных отзывов музыкальных критиков и оказал значительное влияние на других музыкантов, положив начало новому направлению в музыке — кантри-року. В частности, прослушав этот диск, гитарист Эрик Клэптон покинул супергруппу «Cream»; впоследствии он признавался о том, что в то время мечтал стать участником The Band.
Один из рецензентов назвал дебютный альбом группы «сборником рассказов об американских обывателях — столь же мощно и изящно запечатлённых на этом музыкальном холсте, как были выведены герои в книгах Марка Твена». Написанные Робби Робертсоном и Мэнюэлом треки исполняли различные участники группы — в основном это были Мэнюэл, Дэнко и южанин Хелм. Особенным успехом пользовалась песня «The Weight», в тексте которой замысловато преломились библейские мотивы.
В 1969 году The Band выпустили второй альбом, который так и назывался — «The Band». Журнал Rolling Stone', многие сотрудники которого были поклонниками группы, писал тогда о том, что The Band — единственная рок-группа, которая звучит так, словно в Америке не было ни «британского вторжения», ни психоделии, и в то же время остаётся современной. В этом альбоме Робби Робертсон, который написал основную часть песен, обратился к темам американской истории. Характерный пример — песня «The Night They Drove Old Dixie Down», основанная на эпизоде Гражданской войны между Севером и Югом.
В августе 1969 года принимали участие в знаменитом рок-фестивале «Вудсток».
В 1970-е годы The Band продолжали концертную деятельность, выступая вместе с Дженис Джоплин, Grateful Dead и другими музыкантами. У них вышло ещё несколько дисков, но критики были к ним менее благосклонны, чем к ранним работам группы. Внутри команды накапливались противоречия, связанные главным образом со стремлением Робертсона диктовать другим участникам свои музыкальные предпочтения.
Попытки Робертсона стать непререкаемым лидером The Band ни к чему не привели, и после грандиозного тура с Бобом Диланом участники группы объявили в 1976 году о её распаде. Их последний концерт был запечатлён на плёнку Мартином Скорсезе и выпущен в качестве документальной ленты под названием «Последний вальс». Помимо Дилана, на этом историческом концерте выступили те музыканты, которых The Band считали своими авторитетами (Мадди Уотерс, Нил Янг) либо с которыми они работали в прошлом (Вэн Моррисон, Джони Митчелл, Доктор Джон, Эрик Клэптон).
Семь лет спустя The Band вновь возродились, на этот раз без участия Робертсона. В этом составе они провели немало концертов и записали несколько новых дисков, среди которых — совместная работа с Борисом Гребенщиковым, «Лилит» (1997).

## Дискография

### Студийные альбомы
| - Music from Big Pink (1968) - The Band (1969) - Stage Fright (1970) - Cahoots (1971) - Moondog Matinee (1973) - Northern Lights – Southern Cross (1975) - Islands (1977) - Jericho (1993) - High on the Hog (1996) - Jubilation (1998) | с Бобом Диланом - Planet Waves (1974) - The Basement Tapes (1975) |

### Концертные альбомы
| - Rock of Ages (1972) - The Last Waltz (1978) - Live at Watkins Glen (1995) | с Бобом Диланом - Before the Flood (1974) - The Bootleg Series Vol. 4: Bob Dylan Live 1966, The "Royal Albert Hall" Concert (1998); с Роджером Уотерсом - The Wall Live in Berlin (1990) |